# Korpilombolo kommunala realskola
Korpilombolo kommunala realskola var en kommunal realskola i Korpilombolo verksam från 1953 till 1966.

## Historia
Skolan bildades som en kommunal realskola ungefär 1953
Realexamen gavs från omkring 1955 till åtminstone 1966.
Skolbyggnaden används efter realskoletiden av Gårdbyskolan.